# Lista planetelor minore/35701–35800
Aceasta este Lista planetelor minore/35701–35800; pentru a naviga prin lista completă vezi Lista planetelor minore.
Pentru ale detalii vezi și Proiect:Astronomie sau Portal:Astronomie.
| Nume             | Denumire provizorie | Data descoperirii | Locul descoperirii     | Descoperitor(i)            |
| ---------------- | ------------------- | ----------------- | ---------------------- | -------------------------- |
| 35701 -          | 1999 FF7            | 16 martie 1999    | Višnjan Observatory⁠(d) | K. Korlević                |
| 35702 -          | 1999 FN9            | 22 martie 1999    | Anderson Mesa          | LONEOS                     |
| 35703 Lafiascaia | 1999 FP10           | 20 martie 1999    | Montelupo⁠(d)           | M. Tombelli⁠(d), E. Masotti |
| 35704 -          | 1999 FB13           | 19 martie 1999    | Kitt Peak              | Spacewatch                 |
| 35705 -          | 1999 FK17           | 23 martie 1999    | Kitt Peak              | Spacewatch                 |
| 35706 -          | 1999 FG25           | 19 martie 1999    | Socorro                | LINEAR                     |
| 35707 -          | 1999 FZ25           | 19 martie 1999    | Socorro                | LINEAR                     |
| 35708 -          | 1999 FX27           | 19 martie 1999    | Socorro                | LINEAR                     |
| 35709 -          | 1999 FR28           | 19 martie 1999    | Socorro                | LINEAR                     |
| 35710 -          | 1999 FT29           | 19 martie 1999    | Socorro                | LINEAR                     |
| 35711 -          | 1999 FZ29           | 19 martie 1999    | Socorro                | LINEAR                     |
| 35712 -          | 1999 FF30           | 19 martie 1999    | Socorro                | LINEAR                     |
| 35713 -          | 1999 FS30           | 19 martie 1999    | Socorro                | LINEAR                     |
| 35714 -          | 1999 FB31           | 19 martie 1999    | Socorro                | LINEAR                     |
| 35715 -          | 1999 FD32           | 19 martie 1999    | Socorro                | LINEAR                     |
| 35716 -          | 1999 FY32           | 19 martie 1999    | Socorro                | LINEAR                     |
| 35717 -          | 1999 FK33           | 19 martie 1999    | Socorro                | LINEAR                     |
| 35718 -          | 1999 FE34           | 19 martie 1999    | Socorro                | LINEAR                     |
| 35719 -          | 1999 FY34           | 19 martie 1999    | Socorro                | LINEAR                     |
| 35720 -          | 1999 FP36           | 20 martie 1999    | Socorro                | LINEAR                     |
| 35721 -          | 1999 FW39           | 20 martie 1999    | Socorro                | LINEAR                     |
| 35722 -          | 1999 FM41           | 20 martie 1999    | Socorro                | LINEAR                     |
| 35723 -          | 1999 FT42           | 20 martie 1999    | Socorro                | LINEAR                     |
| 35724 -          | 1999 FW53           | 20 martie 1999    | Socorro                | LINEAR                     |
| 35725 Tramuntana | 1999 FQ59           | 27 martie 1999    | Majorca⁠(d)             | À. López⁠(d), R. Pacheco⁠(d) |
| 35726 -          | 1999 GW             | 5 aprilie 1999    | Višnjan Observatory⁠(d) | K. Korlević                |
| 35727 -          | 1999 GM1            | 7 aprilie 1999    | Ōizumi                 | T. Kobayashi               |
| 35728 -          | 1999 GA2            | 6 aprilie 1999    | Anderson Mesa          | LONEOS                     |
| 35729 -          | 1999 GZ4            | 13 aprilie 1999   | Woomera⁠(d)             | F. B. Zoltowski⁠(d)         |
| 35730 -          | 1999 GM7            | 7 aprilie 1999    | Anderson Mesa          | LONEOS                     |
| 35731 -          | 1999 GH8            | 9 aprilie 1999    | Anderson Mesa          | LONEOS                     |
| 35732 -          | 1999 GL8            | 9 aprilie 1999    | Anderson Mesa          | LONEOS                     |
| 35733 -          | 1999 GW8            | 10 aprilie 1999   | Anderson Mesa          | LONEOS                     |
| 35734 -          | 1999 GT9            | 14 aprilie 1999   | Goodricke-Pigott       | R. A. Tucker⁠(d)            |
| 35735 -          | 1999 GP11           | 11 aprilie 1999   | Kitt Peak              | Spacewatch                 |
| 35736 -          | 1999 GQ19           | 15 aprilie 1999   | Socorro                | LINEAR                     |
| 35737 -          | 1999 GN20           | 15 aprilie 1999   | Socorro                | LINEAR                     |
| 35738 -          | 1999 GO20           | 15 aprilie 1999   | Socorro                | LINEAR                     |
| 35739 -          | 1999 GR21           | 15 aprilie 1999   | Socorro                | LINEAR                     |
| 35740 -          | 1999 GK24           | 6 aprilie 1999    | Socorro                | LINEAR                     |
| 35741 -          | 1999 GX24           | 6 aprilie 1999    | Socorro                | LINEAR                     |
| 35742 -          | 1999 GD29           | 7 aprilie 1999    | Socorro                | LINEAR                     |
| 35743 -          | 1999 GP29           | 7 aprilie 1999    | Socorro                | LINEAR                     |
| 35744 -          | 1999 GF30           | 7 aprilie 1999    | Socorro                | LINEAR                     |
| 35745 -          | 1999 GZ30           | 7 aprilie 1999    | Socorro                | LINEAR                     |
| 35746 -          | 1999 GX31           | 7 aprilie 1999    | Socorro                | LINEAR                     |
| 35747 -          | 1999 GE32           | 7 aprilie 1999    | Socorro                | LINEAR                     |
| 35748 -          | 1999 GK32           | 7 aprilie 1999    | Socorro                | LINEAR                     |
| 35749 -          | 1999 GF33           | 12 aprilie 1999   | Socorro                | LINEAR                     |
| 35750 -          | 1999 GP34           | 6 aprilie 1999    | Socorro                | LINEAR                     |
| 35751 -          | 1999 GE36           | 7 aprilie 1999    | Socorro                | LINEAR                     |
| 35752 -          | 1999 GW36           | 14 aprilie 1999   | Socorro                | LINEAR                     |
| 35753 -          | 1999 GE45           | 12 aprilie 1999   | Socorro                | LINEAR                     |
| 35754 -          | 1999 GN50           | 10 aprilie 1999   | Anderson Mesa          | LONEOS                     |
| 35755 -          | 1999 GV53           | 11 aprilie 1999   | Anderson Mesa          | LONEOS                     |
| 35756 -          | 1999 GX58           | 12 aprilie 1999   | Socorro                | LINEAR                     |
| 35757 -          | 1999 GY60           | 15 aprilie 1999   | Socorro                | LINEAR                     |
| 35758 -          | 1999 HE             | 16 aprilie 1999   | Woomera⁠(d)             | F. B. Zoltowski⁠(d)         |
| 35759 -          | 1999 HQ             | 17 aprilie 1999   | Woomera                | F. B. Zoltowski            |
| 35760 -          | 1999 HP1            | 17 aprilie 1999   | Socorro                | LINEAR                     |
| 35761 -          | 1999 HC2            | 21 aprilie 1999   | Kleť                   | Kleť                       |
| 35762 -          | 1999 HF2            | 20 aprilie 1999   | Višnjan Observatory⁠(d) | K. Korlević, M. Jurić⁠(d)   |
| 35763 -          | 1999 HK3            | 16 aprilie 1999   | Catalina               | CSS                        |
| 35764 -          | 1999 HP7            | 19 aprilie 1999   | Kitt Peak              | Spacewatch                 |
| 35765 -          | 1999 HR8            | 17 aprilie 1999   | Socorro                | LINEAR                     |
| 35766 -          | 1999 HB9            | 17 aprilie 1999   | Socorro                | LINEAR                     |
| 35767 -          | 1999 JM             | 6 mai 1999        | Ōizumi                 | T. Kobayashi               |
| 35768 -          | 1999 JR1            | 8 mai 1999        | Catalina               | CSS                        |
| 35769 -          | 1999 JX1            | 8 mai 1999        | Catalina               | CSS                        |
| 35770 -          | 1999 JH2            | 8 mai 1999        | Catalina               | CSS                        |
| 35771            | 1999 JE6            | 11 mai 1999       | Nachi-Katsuura⁠(d)      | Y. Shimizu⁠(d), T. Urata    |
| 35772 -          | 1999 JM7            | 8 mai 1999        | Catalina               | CSS                        |
| 35773 -          | 1999 JT7            | 13 mai 1999       | Reedy Creek            | J. Broughton⁠(d)            |
| 35774 -          | 1999 JL9            | 7 mai 1999        | Catalina               | CSS                        |
| 35775 -          | 1999 JW9            | 8 mai 1999        | Catalina               | CSS                        |
| 35776 -          | 1999 JE11           | 9 mai 1999        | Višnjan Observatory⁠(d) | K. Korlević                |
| 35777 -          | 1999 JB13           | 10 mai 1999       | Višnjan Observatory    | K. Korlević                |
| 35778 -          | 1999 JL16           | 15 mai 1999       | Kitt Peak              | Spacewatch                 |
| 35779 -          | 1999 JB18           | 10 mai 1999       | Socorro                | LINEAR                     |
| 35780 -          | 1999 JR18           | 10 mai 1999       | Socorro                | LINEAR                     |
| 35781 -          | 1999 JA19           | 10 mai 1999       | Socorro                | LINEAR                     |
| 35782 -          | 1999 JW19           | 10 mai 1999       | Socorro                | LINEAR                     |
| 35783 -          | 1999 JU20           | 10 mai 1999       | Socorro                | LINEAR                     |
| 35784 -          | 1999 JS21           | 10 mai 1999       | Socorro                | LINEAR                     |
| 35785 -          | 1999 JY21           | 10 mai 1999       | Socorro                | LINEAR                     |
| 35786 -          | 1999 JR22           | 10 mai 1999       | Socorro                | LINEAR                     |
| 35787 -          | 1999 JY22           | 10 mai 1999       | Socorro                | LINEAR                     |
| 35788 -          | 1999 JL24           | 10 mai 1999       | Socorro                | LINEAR                     |
| 35789 -          | 1999 JF25           | 10 mai 1999       | Socorro                | LINEAR                     |
| 35790 -          | 1999 JG25           | 10 mai 1999       | Socorro                | LINEAR                     |
| 35791 -          | 1999 JK25           | 10 mai 1999       | Socorro                | LINEAR                     |
| 35792 -          | 1999 JL29           | 10 mai 1999       | Socorro                | LINEAR                     |
| 35793 -          | 1999 JN30           | 10 mai 1999       | Socorro                | LINEAR                     |
| 35794 -          | 1999 JB31           | 10 mai 1999       | Socorro                | LINEAR                     |
| 35795 -          | 1999 JF31           | 10 mai 1999       | Socorro                | LINEAR                     |
| 35796 -          | 1999 JL31           | 10 mai 1999       | Socorro                | LINEAR                     |
| 35797 -          | 1999 JY31           | 10 mai 1999       | Socorro                | LINEAR                     |
| 35798 -          | 1999 JJ32           | 10 mai 1999       | Socorro                | LINEAR                     |
| 35799 -          | 1999 JK32           | 10 mai 1999       | Socorro                | LINEAR                     |
| 35800 -          | 1999 JT32           | 10 mai 1999       | Socorro                | LINEAR                     |